# Inventiones mathematicae
Inventiones mathematicae – jedno z najbardziej prestiżowych naukowych czasopism matematycznych na świecie. Jest w szczególności jednym z trzech czasopism (tzw. top journals) uwzględnianych przy ustalaniu dziedzinowego rankingu (Global Ranking of Academic Subjects) rankingu szanghajskiego dla matematyki. W 2022 miało też np. piąty wskaźnik SJR (SCImago Journal Rank) spośród wszystkich czasopism kategorii Mathematics (miscellaneous). 
Artykuły są indeksowane i opisywane w Mathematical Reviews i zbMATH Open. Czasopismo jest obecnie (2023) miesięcznikiem.

## Tematyka i komitet redakcyjny
Pismo publikuje ważne oryginalne prace badawcze bez żadnych ograniczeń tematycznych.
Redaktorami naczelnymi (stan z roku 2023) są Jean-Benoît Bost i Wilhelm Schlag, a redaktorami: E. Breuillard, D. Calegari, K. Cieliebak, H. Duminil-Copin, M. Hairer, D. Huybrechts, M. Kisin, A. Naber, C. Ulcigrai i G. Williamson. 

## Historia
Czasopismo zostało założone w 1966 z inicjatywy niemieckiego matematyka Reinholda Remmerta. Jego wydawcą został Springer-Verlag.